# Gewerbeschule (Stadt Zürich)

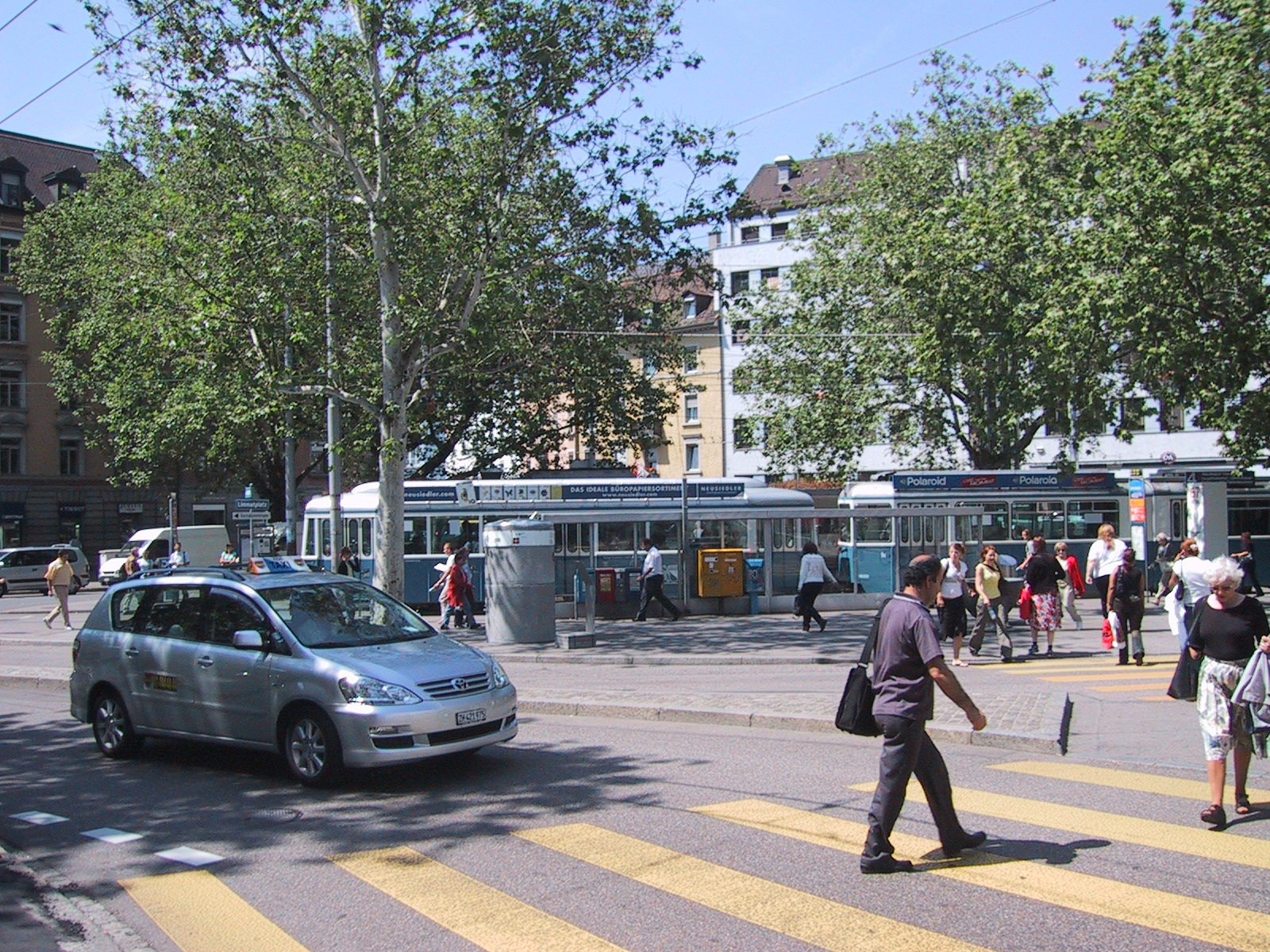
Limmatplatz im Kreis 5

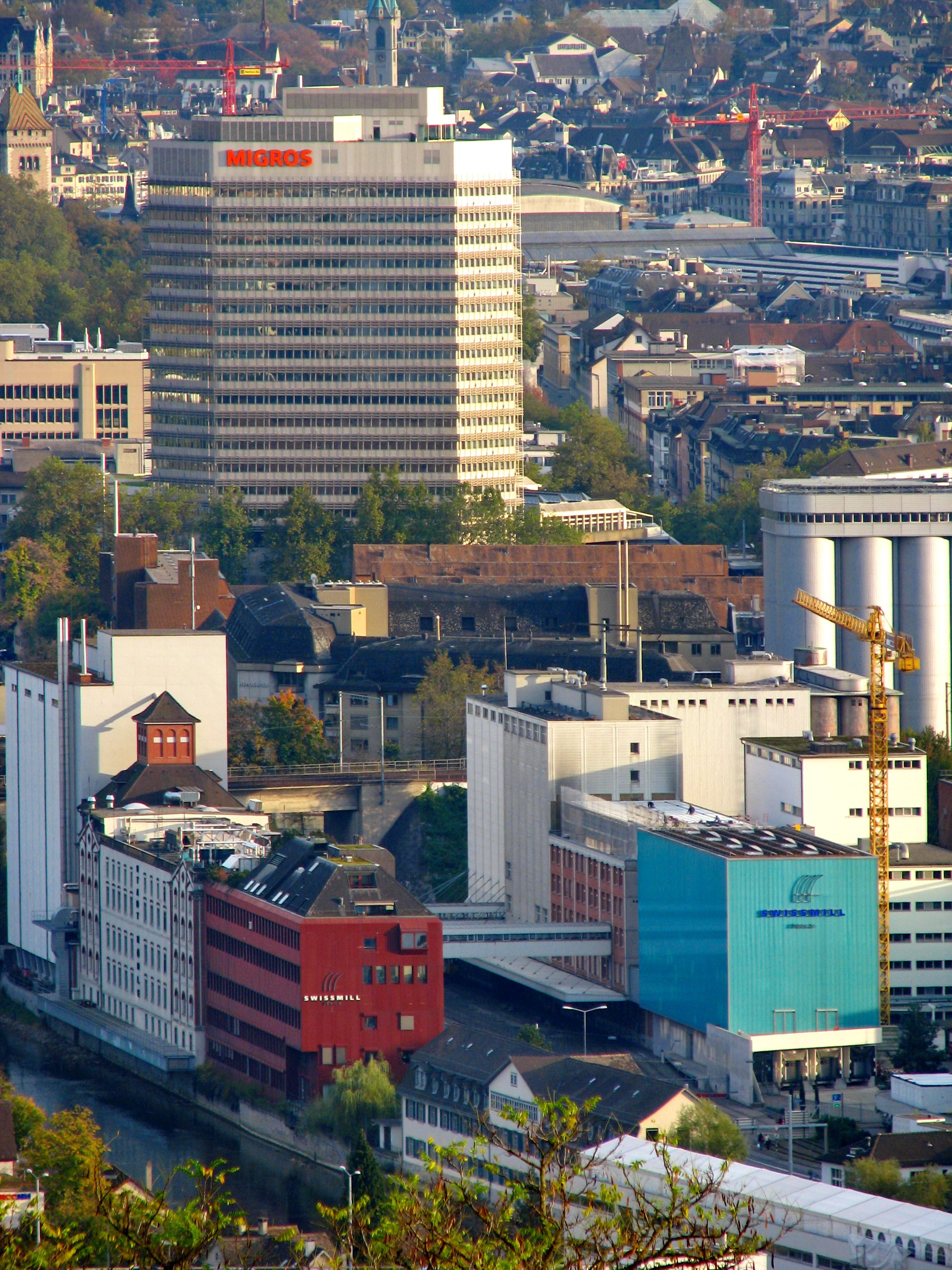
Quartier Gewerbeschule, Ansicht vom Käferberg

Gewerbeschule ist ein Quartier in der Schweizer Stadt Zürich im Stadtkreis 5 (Industriequartier).

## Lage
Im Norden bildet die Limmat die Grenze des Quartiers. Im Osten endet es beim Hauptbahnhof, im Süden bei den Bahngleisen und im Westen hinter dem Eisenbahn-Viadukt der Wipkingerlinie.
Dominiert wird das Quartier durch das Hochhaus der Migros am Limmatplatz. An diesem sehr verkehrsreichen Platz endet die Langstrasse. In der Nähe befindet sich die Zürcher Hochschule der Künste (ZHdK).
Das Quartier heisst so, weil die meisten Berufs- oder Gewerbeschulen in diesem Quartier domiziliert sind.

## Bevölkerungsentwicklung des Quartiers
Quelle:Statistik & Daten: Gewerbeschule